# Armentières-en-Brie
Armentières-en-Brie és un municipi francès, situat al departament del Sena i Marne i a la regió d'Illa de França. L'any 2007 tenia 1.352 habitants.
Forma part del cantó de La Ferté-sous-Jouarre, del districte de Meaux i de la Comunitat de comunes del Pays de l'Ourcq.

## Demografia

### Població
El 2007 la població de fet d'Armentières-en-Brie era de 1.352 persones. Hi havia 337 famílies, de les quals 43 eren unipersonals (16 homes vivint sols i 27 dones vivint soles), 82 parelles sense fills, 196 parelles amb fills i 16 famílies monoparentals amb fills.
La població ha evolucionat segons el següent gràfic:
Habitants censats

### Habitatges
El 2007 hi havia 366 habitatges, 348 eren l'habitatge principal de la família, 8 eren segones residències i 11 estaven desocupats. 291 eren cases i 69 eren apartaments. Dels 348 habitatges principals, 248 estaven ocupats pels seus propietaris, 93 estaven llogats i ocupats pels llogaters i 7 estaven cedits a títol gratuït; 2 tenien una cambra, 9 en tenien dues, 28 en tenien tres, 69 en tenien quatre i 240 en tenien cinc o més. 258 habitatges disposaven pel capbaix d'una plaça de pàrquing. A 149 habitatges hi havia un automòbil i a 170 n'hi havia dos o més.

### Piràmide de població
La piràmide de població per edats i sexe el 2009 era:
| Homes | Edats   | Dones |
| ----- | ------- | ----- |
| 0     | 95 o +  | 8     |
| 0     | 90 a 94 | 8     |
| 0     | 85 a 89 | 4     |
| 4     | 80 a 84 | 4     |
| 8     | 75 a 79 | 8     |
| 4     | 70 a 74 | 12    |
| 4     | 65 a 69 | 8     |
| 24    | 60 a 64 | 8     |
| 8     | 55 a 59 | 20    |
| 32    | 50 a 54 | 40    |
| 32    | 45 a 49 | 52    |
| 64    | 40 a 44 | 24    |
| 28    | 35 a 39 | 52    |
| 44    | 30 a 34 | 20    |
| 28    | 25 a 29 | 44    |
| 48    | 20 a 24 | 32    |
| 88    | 15 a 19 | 52    |
| 64    | 10 a 14 | 76    |
| 108   | 5 a 9   | 88    |
| 44    | 0 a 4   | 60    |

## Economia
El 2007 la població en edat de treballar era de 827 persones, 502 eren actives i 325 eren inactives. De les 502 persones actives 427 estaven ocupades (228 homes i 199 dones) i 75 estaven aturades (38 homes i 37 dones). De les 325 persones inactives 49 estaven jubilades, 159 estaven estudiant i 117 estaven classificades com a «altres inactius».

### Ingressos
El 2009 a Armentières-en-Brie hi havia 342 unitats fiscals que integraven 1.314 persones, la mediana anual d'ingressos fiscals per persona era de 14.505 €.

### Activitats econòmiques
Dels 15 establiments que hi havia el 2007, 1 era d'una empresa de fabricació d'altres productes industrials, 5 d'empreses de construcció, 2 d'empreses de comerç i reparació d'automòbils, 1 d'una empresa de transport, 4 d'empreses de serveis, 1 d'una entitat de l'administració pública i 1 d'una empresa classificada com a «altres activitats de serveis».
Dels 4 establiments de servei als particulars que hi havia el 2009, 3 eren fusteries i 1 lampisteria.
L'any 2000 a Armentières-en-Brie hi havia 4 explotacions agrícoles.

## Equipaments sanitaris i escolars
El 2009 hi havia 2 escoles elementals. Armentières-en-Brie disposava d'un col·legi d'educació secundària amb 37 alumnes.

## Poblacions més properes
El següent diagrama mostra les poblacions més properes.